# Heizboot
Heizboote sind ehemalige Seefahrzeuge, die in Häfen stationiert wurden, um benötigten Dampf zu Heizzwecken oder anderen Verwendungen an Schiffe abzugeben. Eine Entsprechung im Bahnbetrieb war die Heizlok.
Beispiele von Heizbooten aus Zeit der Reichsmarine sind:
- W Hz 1, das ehemalige kleine Torpedoboot T 69, seit 1920 im Marinehafen Wilhelmshaven
- T 45 und die ehemaligen Küstentorpedoboote A 22 und A 25 im Marinehafen Kiel.
- das Schwesterboot A 24, 1922 bis 1924 in Swinemünde.

## Trivia
Im heutigen Schiffsmodellbau werden RC-Rennboote oft als „Heizboote“ bezeichnet.